# رسم العبد، حماة
رسم العبد (به عربی: رسم العبد) یک روستا در سوریه است که در ناحیه عقیربات واقع شده‌است. رسم العبد ۴۰۴ نفر جمعیت دارد.